# Associazione Calcio ChievoVerona 2019-2020
Questa voce raccoglie le informazioni riguardanti l'Associazione Calcio ChievoVerona nelle competizioni ufficiali della stagione 2019-2020.

## Stagione
Nella stagione 2019-2020 il Chievo Verona disputa il campionato di Serie B, raccoglie 56 punti con il sesto posto finale. Disputa i Play-off, dove supera il turno preliminare pareggiando (1-1) con l'Empoli che è giunto ottavo in campionato. Poi perde il doppio confronto di semifinale con lo Spezia, vincendo (2-0) a Verona, perdendo (3-1) in Liguria. Sono salite dirette Benevento e Crotone, mentre lo Spezia ha vinto i Play-off. La squadra clivense inizia il campionato con il tecnico Michele Marcolini con il quale ha chiuso il girone di andata con 26 punti a centro classifica, dai primi di marzo passa nelle mani di Alfredo Aglietti con il quale disputa un discreto finale di torneo. È stata comunque una stagione anomala, caratterizzata dalla pandemia di Covid-19, che ha imposto un blocco al calcio nazionale dal 10 marzo al 16 giugno 2020, chiudendosi l'11 agosto con la sconfitta di La Spezia. Il serbo Filip Djordjevic con 10 reti è stato il miglior realizzatore dei veronesi. In Coppa Italia il Chievo nel secondo turno supera il Ravenna (3-1) ai calci di rigore, nel terzo turno esce dal torneo sconfitto (2-1) a Cagliari.

## Divise e sponsor

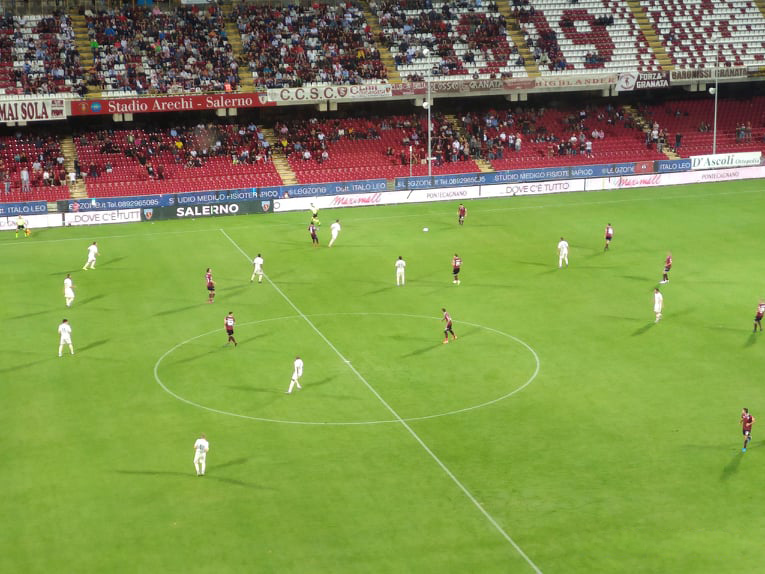
Incontro Salernitana-Chievo, stagione 2019-20

Il fornitore tecnico per la stagione 2019-2020 è Givova, al decimo anno di partnership con la società clivense; gli sponsor ufficiali sono: Paluani (main sponsor), Coati Salumi (co-sponsor) e Nobis Assicurazioni (nel retro sotto la numerazione). Confermato per tutte le squadre di serie B il top sleeve sponsor "Facile ristrutturare" sulla manica sinistra.
| Casa | Trasferta | Terza divisa |

## Rosa
| N. |                       | Ruolo | Calciatore               |
| -- | --------------------- | ----- | ------------------------ |
| 1  | Croazia (bandiera)    | P     | Adrian Šemper            |
| 2  | Italia (bandiera)     | D     | Michele Troiani          |
| 3  | Italia (bandiera)     | D     | Matteo Cotali            |
| 4  | Nigeria (bandiera)    | C     | Joel Obi                 |
| 5  | Slovenia (bandiera)   | D     | Boštjan Cesar (capitano) |
| 6  | Italia (bandiera)     | C     | Salvatore Esposito       |
| 7  | Slovacchia (bandiera) | C     | Dávid Ivan               |
| 8  | Italia (bandiera)     | C     | Jacopo Segre             |
| 9  | Polonia (bandiera)    | A     | Mariusz Stępiński        |
| 10 | Italia (bandiera)     | A     | Manuel Pucciarelli       |
| 11 | Francia (bandiera)    | A     | Hervin Ongenda           |
| 12 | Italia (bandiera)     | P     | Elia Caprile             |
| 13 | Portogallo (bandiera) | C     | Nuno Pina                |
| 13 | Italia (bandiera)     | D     | Francesco Renzetti       |
| 14 | Finlandia (bandiera)  | D     | Sauli Väisänen           |
| 15 | Francia (bandiera)    | D     | Maxime Leverbe           |
| 16 | Italia (bandiera)     | C     | Luca Garritano           |
| 17 | Italia (bandiera)     | C     | Emanuele Giaccherini     |
| 18 | Francia (bandiera)    | C     | Ibrahim Karamoko         |
| 19 | Slovenia (bandiera)   | D     | Daniel Pavlev            |
| 20 | Spagna (bandiera)     | A     | Alejandro Rodríguez      |
| 21 | Francia (bandiera)    | D     | Nicolas Frey             |

| N. |                       | Ruolo | Calciatore          |
| -- | --------------------- | ----- | ------------------- |
| 22 | Italia (bandiera)     | P     | Filippo Pavoni      |
| 23 | Serbia (bandiera)     | A     | Filip Đorđević      |
| 24 | Italia (bandiera)     | A     | Riccardo Meggiorini |
| 25 | Italia (bandiera)     | A     | Emanuel Vignato     |
| 26 | Italia (bandiera)     | C     | Massimo Bertagnoli  |
| 26 | Svezia (bandiera)     | C     | Jonathan Morsay     |
| 27 | Colombia (bandiera)   | A     | Damir Ceter         |
| 28 | Italia (bandiera)     | D     | Davide Brivio       |
| 29 | Italia (bandiera)     | A     | Pietro Rovaglia     |
| 31 | Italia (bandiera)     | D     | Lorenzo Dickmann    |
| 32 | Italia (bandiera)     | P     | Michele Nardi       |
| 33 | Italia (bandiera)     | D     | Michele Rigione     |
| 34 | Montenegro (bandiera) | A     | Sergej Grubac       |
| 35 | Ungheria (bandiera)   | C     | András Schäfer      |
| 36 | Argentina (bandiera)  | C     | Mauro Burruchaga    |
| 36 | Italia (bandiera)     | C     | Emanuele Zuelli     |
| 37 | Svezia (bandiera)     | D     | Joseph Colley       |
| 38 | Italia (bandiera)     | A     | Andrea Isufaj       |
| 39 | Svizzera (bandiera)   | D     | Marin Cavar         |
| 40 | Italia (bandiera)     | C     | Giovanni Di Noia    |
| 42 | Senegal (bandiera)    | C     | Malick Mbaye        |

## Calciomercato

### Sessione estiva(dall'1/7 al 2/9)
| Acquisti         | Acquisti            | Acquisti            | Acquisti                                          |
| R.               | Nome                | da                  | Modalità                                          |
| ---------------- | ------------------- | ------------------- | ------------------------------------------------- |
| P                | Michele Nardi       | Parma               | definitivo                                        |
| P                | Adrian Šemper       | Dinamo Zagabria     | rinnovo prestito                                  |
| D                | Fabrizio Cacciatore | Cagliari            | fine prestito                                     |
| D                | Marin Cavar         | Winterthur          | definitivo                                        |
| D                | Matteo Cotali       | Cagliari            | svincolato                                        |
| D                | Maxime Leverbe      | Sampdoria           | svincolato                                        |
| D                | Michele Rigione     | Novara              | fine prestito                                     |
| D                | Sauli Väisänen      | SPAL                | definitivo                                        |
| D                | Martin Valjent      | Maiorca             | fine prestito                                     |
| D                | Lorenzo Dickmann    | SPAL                | prestito                                          |
| C                | Giovanni Di Noia    | Carpi               | fine prestito                                     |
| C                | Salvatore Esposito  | SPAL                | prestito con diritto di opzione e contro opzione  |
| C                | Dávid Ivan          | Sampdoria           | definitivo                                        |
| C                | Joel Obi            | Alanyaspor          | fine prestito                                     |
| C                | András Schäfer      | Genoa               | prestito                                          |
| C                | Jacopo Segre        | Torino              | prestito con diritto di riscatto e controriscatto |
| A                | Damir Ceter         | Cagliari            | prestito                                          |
| A                | Luca Garritano      | Cosenza             | fine prestito                                     |
| A                | Manuel Pucciarelli  | Empoli              | definitivo (3,75 mln €)                           |
| A                | Alejandro Rodríguez | Brescia             | fine prestito                                     |
| Altre operazioni |                     |                     |                                                   |
| R.               | Nome                | da                  | Modalità                                          |
| P                | Alessandro Confente | Reggina             | fine prestito                                     |
| P                | Filippo Pavoni      | Fermana             | fine prestito                                     |
| P                | Lorenzo Sarini      | Cesena              | fine prestito                                     |
| D                | Davide Mansi        | Qormi               | fine prestito                                     |
| D                | Giovanni Nuti       | Gubbio              | fine prestito                                     |
| D                | Cesare Pogliano     | Reggina             | fine prestito                                     |
| D                | Ansoumana Sané      | Pro Patria          | fine prestito                                     |
| D                | Davide Savi         | Mosta               | fine prestito                                     |
| D                | Edoardo Sbampato    | Alessandria         | fine prestito                                     |
| D                | Matteo Solini       | Siena               | fine prestito                                     |
| D                | Michele Troiani     | Piacenza            | fine prestito                                     |
| C                | Yusupha Bobb        | Cuneo               | fine prestito                                     |
| C                | Nicola Danieli      | Virtus Verona       | fine prestito                                     |
| C                | Maodo Malick Mbaye  | Cremonese           | fine prestito                                     |
| C                | Andrea Magrini      | Pontedera           | fine prestito                                     |
| A                | Damir Bartulović    | Albissola           | fine prestito                                     |
| A                | Ngissah Bismarck    | Viterbese Castrense | fine prestito                                     |
| A                | Victor da Silva     | Fano                | fine prestito                                     |
| A                | Michael Fabbro      | Siena               | fine prestito                                     |
| A                | Andrea Isufaj       | Lucchese            | fine prestito                                     |
| A                | Lorenzo Rivi        | Fiorenzuola         | fine prestito                                     |
| A                | Arthur Yamga        | Châteauroux         | fine prestito                                     |

| Cessioni         | Cessioni              | Cessioni         | Cessioni                         |
| R.               | Nome                  | a                | Modalità                         |
| ---------------- | --------------------- | ---------------- | -------------------------------- |
| P                | Stefano Sorrentino    | -                | svincolato                       |
| P                | Andrea Seculin        | Sampdoria        | prestito con diritto di riscatto |
| D                | Marco Andreolli       | -                | svincolato                       |
| D                | Mattia Bani           | Bologna          | definitivo (2 mln €)             |
| D                | Federico Barba        | Real Valladolid  | prestito con diritto di riscatto |
| D                | Fabrizio Cacciatore   | Cagliari         | definitivo (0,8 mln €)           |
| D                | Fabio Depaoli         | Sampdoria        | definitivo (4,5 mln €)           |
| D                | Paweł Jaroszyński     | Genoa            | definitivo (4 mln €)             |
| D                | Luca Rossettini       | Genoa            | fine prestito                    |
| D                | Nenad Tomović         | SPAL             | prestito con obbligo di riscatto |
| D                | Martin Valjent        | Maiorca          | definitivo (1,5 mln €)           |
| C                | Assane Dioussé        | Saint-Étienne    | fine prestito                    |
| C                | Përparim Hetemaj      | Benevento        | definitivo                       |
| C                | Sofian Kiyine         | Lazio            | definitivo (0,75 mln €)          |
| C                | Mehdi Léris           | Sampdoria        | definitivo (2,5 mln €)           |
| C                | Musa Juwara           | Bologna          | definitivo                       |
| C                | Nicola Rigoni         | Monza            | definitivo (0,4 mln €)           |
| C                | Ezequiel Schelotto    | Brighton         | fine prestito                    |
| A                | Sergio Pellissier     | -                | fine carriera                    |
| A                | Lucas Piazon          | Chelsea          | fine prestito                    |
| A                | Mariusz Stępiński     | Verona           | prestito con obbligo di riscatto |
| Altre operazioni |                       |                  |                                  |
| R.               | Nome                  | a                | Modalità                         |
| P                | Alessandro Confente   | Siena            | prestito                         |
| P                | Lorenzo Sarini        | Pianese          | prestito                         |
| D                | Davide Mansi          | Costa D'Amalfi   | definitivo                       |
| D                | Angelo Ndrecka        | Lazio            | definitivo                       |
| D                | Giovanni Nuti         | San Roque        | prestito                         |
| D                | Cesare Pogliano       | Novara           | definitivo                       |
| D                | Ansoumana Sané        |                  | svincolato                       |
| D                | Davide Savi           | Pontisola        | svincolato                       |
| D                | Edoardo Sbampato      | Paganese         | definitivo                       |
| D                | Matteo Solini         | Como             | definitivo                       |
| D                | Strahinja Tanasijević | Paris FC         | prestito                         |
| C                | Yusupha Bobb          |                  | svincolato                       |
| C                | Nicola Danieli        | Virtus Verona    | prestito                         |
| C                | Aldo Florenzi         | Cosenza          | prestito                         |
| A                | Nicola Andreoli       | Siena            | prestito                         |
| A                | Damir Bartulović      | Folgore Caratese | svincolato                       |
| A                | Ngissah Bismarck      | Imolese          | prestito                         |
| A                | Victor da Silva       | Virtus Verona    | svincolato                       |
| A                | Michael Fabbro        | Pisa             | prestito                         |
| A                | Lorenzo Rivi          | Vigor Carpaneto  | svincolato                       |
| A                | Arthur Yamga          | Desp. Aves       | definitivo                       |

### Sessione invernale(dal 2/1 al 31/1)
| Acquisti         | Acquisti              | Acquisti        | Acquisti      |
| R.               | Nome                  | da              | Modalità      |
| ---------------- | --------------------- | --------------- | ------------- |
| D                | Federico Barba        | Real Valladolid | fine prestito |
| D                | Francesco Renzetti    | Cremonese       | definitivo    |
| C                | Jonathan Morsay       | Brage           | definitivo    |
| A                | Hervin Ongenda        | Botoșani        | definitivo    |
| Altre operazioni |                       |                 |               |
| R.               | Nome                  | da              | Modalità      |
| D                | Strahinja Tanasijević | Paris FC        | fine prestito |

| Cessioni         | Cessioni              | Cessioni       | Cessioni      |
| R.               | Nome                  | a              | Modalità      |
| ---------------- | --------------------- | -------------- | ------------- |
| P                | Elia Caprile          | Leeds Utd      | definitivo    |
| D                | Federico Barba        | Benevento      | prestito      |
| D                | Davide Brivio         | Triestina      | definitivo    |
| C                | Massimo Bertagnoli    | Fermana        | prestito      |
| C                | Mauro Burruchaga      | Dep. Maldonado | definitivo    |
| C                | Nuno Pina             | Belenenses SAD | prestito      |
| C                | András Schäfer        | Genoa          | fine prestito |
| A                | Manuel Pucciarelli    | Pescara        | prestito      |
| A                | Emanuel Vignato       | Bologna        | definitivo    |
| Altre operazioni |                       |                |               |
| R.               | Nome                  | a              | Modalità      |
| D                | Strahinja Tanasijević | Rad Belgrado   | prestito      |
| C                | Andrea Magrini        | Carpi          | prestito      |

## Risultati

### Serie B
Fonte spettatori:  Serie B 2019-2020, su stadiapostcards.com.

#### Girone di andata
| Arbitro: | Pezzuto (Lecce) |

|                                 |           |               |
| Iemmello 45’ (rig.), 70’ (rig.) | Marcatori | 3’ Meggiorini |

| Arbitro: | Ghersini (Genova) |

|              |           |          |
| Đorđević 41’ | Marcatori | 32’ Dezi |

| Arbitro: | Ros (Pordenone) |

|  |           |                              |
|  | Marcatori | 44’ Giaccherini 64’ Đorđević |

| Arbitro: | Amabile (Vicenza) |

|                        |           |                     |
| Segre 69’ Dickmann 78’ | Marcatori | 18’, 56’ M. Marconi |

| Arbitro: | Volpi (Arezzo) |

|                   |           |              |
| Kiyine 36’ (rig.) | Marcatori | 29’ Đorđević |

| Arbitro: | Massimi (Termoli) |

|              |           |               |
| Đorđević 54’ | Marcatori | 10’ Strizzolo |

| Arbitro: | Illuzzi (Molfetta) |

|                            |           |                                                     |
| Marsura 5’, 30’ Marras 25’ | Marcatori | 6’ Pucciarelli 54’, 59’ (rig.) Meggiorini 89’ Segre |

| Arbitro: | Dionisi (L'Aquila) |

|                            |           |  |
| Meggiorini 14’ Vignato 88’ | Marcatori |  |

| Arbitro: | Marini (Roma) |

|              |           |                  |
| Bruccini 35’ | Marcatori | 8’ Sal. Esposito |

| Arbitro: | Marinelli (Tivoli) |

|                               |           |                 |
| Giaccherini 72’ Rodríguez 81’ | Marcatori | 25’ (rig.) Simy |

| La Spezia 1º novembre 2019, ore 21:00 CET 11ª giornata | Spezia          | 0 – 0 referto | Chievo | Stadio Alberto Picco (5 338 spett.)\| Arbitro: \| Fourneau (Roma) \| |
| Arbitro:                                               | Fourneau (Roma) |               |        |                                                                      |

| Arbitro: | Sacchi (Macerata) |

|                                 |           |  |
| Dionisi 20’ (rig.) Paganini 53’ | Marcatori |  |

| Arbitro: | Minelli (Varese) |

|                          |           |             |
| Väisänen 2’ Dickmann 40’ | Marcatori | 54’ De Luca |

| Arbitro: | Sozza (Seregno) |

|            |           |  |
| Evacuo 34’ | Marcatori |  |

| Arbitro: | Volpi (Arezzo) |

|             |           |  |
| Di Noia 48’ | Marcatori |  |

| Arbitro: | Di Martino (Teramo) |

|                             |           |                                          |
| Rigione 26’ Pucciarelli 32’ | Marcatori | 49’ Addae 76’ (rig.), 90+1’ (rig.) Forte |

| Arbitro: | Illuzzi (Molfetta) |

|                   |           |             |
| Cotali 31’ (aut.) | Marcatori | 61’ Vignato |

| Arbitro: | Sacchi (Macerata) |

|             |           |                       |
| Vignato 27’ | Marcatori | 35’ Maggio 45+2’ Tuia |

| Pescara 29 dicembre 2019, ore 12:30 CET 19ª giornata | Pescara          | 0 – 0 referto | Chievo | Stadio Adriatico-Giovanni Cornacchia (5 453 spett.)\| Arbitro: \| Baroni (Firenze) \| |
| Arbitro:                                             | Baroni (Firenze) |               |        |                                                                                       |

#### Girone di ritorno
| Arbitro: | Ros (Pordenone) |

|                                   |           |  |
| Ceter 89’ Meggiorini 90+5’ (rig.) | Marcatori |  |

| Arbitro: | Aureliano (Bologna) |

|            |           |                |
| Tutino 23’ | Marcatori | 49’ Meggiorini |

| Arbitro: | Camplone (Pescara) |

|  |           |             |
|  | Marcatori | 32’ Capello |

| Arbitro: | Dionisi (L'Aquila) |

|          |           |               |
| Lisi 56’ | Marcatori | 8’ Meggiorini |

| Arbitro: | Fourneau (Roma) |

|                             |           |  |
| Giaccherini 28’ (rig.), 70’ | Marcatori |  |

| Arbitro: | Ghersini (Genova) |

|  |           |               |
|  | Marcatori | 12’ Garritano |

| Arbitro: | Amabile (Vicenza) |

|  |           |                |
|  | Marcatori | 57’ F. Ferrari |

| Arbitro: | Abbattista (Molfetta) |

|              |           |              |
| Ninković 71’ | Marcatori | 38’ Đorđević |

| Arbitro: | Baroni (Firenze) |

|                               |           |  |
| Đorđević 32’ Meggiorini 90+1’ | Marcatori |  |

| Arbitro: | Ros (Pordenone) |

|            |           |           |
| Molina 21’ | Marcatori | 88’ Ceter |

| Arbitro: | Dionisi (L'Aquila) |

|           |           |                                |
| Segre 60’ | Marcatori | 72’, 76’ (rig.), 86’ Gălăbinov |

| Arbitro: | Massimi (Termoli) |

|                     |           |  |
| Obi 54’ Vignato 55’ | Marcatori |  |

| Arbitro: | Marini (Roma) |

|                |           |             |
| Mazzitelli 25’ | Marcatori | 62’ Rigione |

| Arbitro: | Minelli (Varese) |

|                 |           |              |
| Giaccherini 21’ | Marcatori | 78’ Piszczek |

| Arbitro: | Ayroldi (Molfetta) |

|           |           |  |
| Mogoș 90’ | Marcatori |  |

| Arbitro: | Pezzuto (Lecce) |

|                                         |           |                          |
| Forte 76’ (rig.) Troest 82’ Mallamo 85’ | Marcatori | 32’, 73’ (rig.) Đorđević |

| Arbitro: | Marini (Trieste) |

|                                                    |           |            |
| Rigione 42’ Vignato 45+1’ Di Noia 64’ Đorđević 76’ | Marcatori | 11’ Panico |

| Arbitro: | Amabile (Vicenza) |

|  |           |               |
|  | Marcatori | 10’ Garritano |

| Arbitro: | Sacchi (Macerata) |

|               |           |  |
| Garritano 88’ | Marcatori |  |

#### Play-off
| Arbitro: | Ghersini (Genova) |

|               |           |             |
| Garritano 97’ | Marcatori | 110’ Tutino |

| Arbitro: | Ros (Pordenone) |

|                      |           |  |
| Đorđević 2’ Segre 9’ | Marcatori |  |

| Arbitro: | Abbattista (Molfetta) |

|                                     |           |                      |
| Gălăbinov 2’ Maggiore 50’ Nzola 53’ | Marcatori | 90+3’ (rig.) Leverbe |

### Coppa Italia
| Arbitro: | Ros (Pordenone) |

|                                          |                      |                               |
| Meggiorini 21’                           | Marcatori            | 62’ Raffini                   |
| Karamoko Leverbe Sal. Esposito Rodríguez | Tiri di rigore 3 – 1 | Ronchi Ricchi Pellizzari Fyda |

| Arbitro: | Giua (Olbia) |

|                       |           |                 |
| João Pedro 7’ Rog 17’ | Marcatori | 43’ Pucciarelli |

## Statistiche

### Statistiche di squadra
| Competizione | Punti       | In casa | In casa | In casa | In casa | In casa | In casa | In trasferta | In trasferta | In trasferta | In trasferta | In trasferta | In trasferta | Totale | Totale | Totale | Totale | Totale | Totale | D.R. |
| Competizione | Punti       | G       | V       | N       | P       | Gf      | Gs      | G            | V            | N            | P            | Gf           | Gs           | G      | V      | N      | P      | Gf     | Gs     | D.R. |
| ------------ | ----------- | ------- | ------- | ------- | ------- | ------- | ------- | ------------ | ------------ | ------------ | ------------ | ------------ | ------------ | ------ | ------ | ------ | ------ | ------ | ------ | ---- |
| Serie B      | 56          | 19      | 10      | 4       | 5       | 29      | 18      | 19           | 4            | 10           | 5            | 19           | 20           | 38     | 14     | 14     | 10     | 48     | 38     | +10  |
| Coppa Italia | Terzo Turno | 1       | 0       | 1       | 0       | 1       | 1       | 1            | 0            | 0            | 1            | 1            | 2            | 2      | 0      | 1      | 1      | 2      | 3      | -1   |
| Totale       | 56          | 20      | 10      | 5       | 5       | 30      | 19      | 20           | 4            | 10           | 6            | 20           | 22           | 40     | 14     | 15     | 11     | 50     | 41     | +9   |

### Andamento in campionato
| Giornata  | 1  | 2  | 3  | 4  | 5  | 6  | 7  | 8 | 9 | 10 | 11 | 12 | 13 | 14 | 15 | 16 | 17 | 18 | 19 | 20 | 21 | 22 | 23 | 24 | 25 | 26 | 27 | 28 | 29 | 30 | 31 | 32 | 33 | 34 | 35 | 36 | 37 | 38 |
| --------- | -- | -- | -- | -- | -- | -- | -- | - | - | -- | -- | -- | -- | -- | -- | -- | -- | -- | -- | -- | -- | -- | -- | -- | -- | -- | -- | -- | -- | -- | -- | -- | -- | -- | -- | -- | -- | -- |
| Luogo     | T  | C  | T  | C  | T  | C  | T  | C | T | C  | T  | T  | C  | T  | C  | C  | T  | C  | T  | C  | T  | C  | T  | C  | T  | C  | T  | C  | T  | C  | C  | T  | C  | T  | T  | C  | T  | C  |
| Risultato | P  | N  | V  | N  | N  | N  | V  | V | N | V  | N  | P  | V  | P  | V  | P  | N  | P  | N  | V  | N  | P  | N  | V  | V  | P  | N  | V  | N  | P  | V  | N  | N  | P  | P  | V  | V  | V  |
| Posizione | 13 | 15 | 11 | 11 | 13 | 13 | 10 | 6 | 7 | 3  | 4  | 7  | 4  | 6  | 4  | 7  | 7  | 11 | 11 | 6  | 7  | 11 | 11 | 9  | 8  | 8  | 9  | 8  | 8  | 8  | 7  | 9  | 8  | 9  | 10 | 10 | 6  | 6  |

Fonte:  Serie B, su calcio.com.
Legenda:

Luogo: C = Casa; T = Trasferta. Risultato: V = Vittoria; N = Pareggio; P = Sconfitta.

### Statistiche dei giocatori
Sono in corsivo i calciatori che hanno lasciato la società a stagione in corso.
| Giocatore      | Serie B  | Serie B | Serie B     | Serie B    | Coppa Italia | Coppa Italia | Coppa Italia | Coppa Italia | Totale   | Totale | Totale      | Totale     |
| Giocatore      | Presenze | Reti    | Ammonizioni | Espulsioni | Presenze     | Reti         | Ammonizioni  | Espulsioni   | Presenze | Reti   | Ammonizioni | Espulsioni |
| -------------- | -------- | ------- | ----------- | ---------- | ------------ | ------------ | ------------ | ------------ | -------- | ------ | ----------- | ---------- |
| M. Bertagnoli  | 8        | 0       | 0           | 0          | 2            | 0            | 1            | 0            | 10       | 0      | 1           | 0          |
| D. Brivio      | 8        | 0       | 1           | 0          | 2            | 0            | 0            | 0            | 10       | 0      | 1           | 0          |
| M. Burruchaga  | -        | -       | -           | -          | 0            | 0            | 0            | 0            | 0        | 0      | 0           | 0          |
| E. Caprile     | 0        | 0       | 0           | 0          | 0            | 0            | 0            | 0            | 0        | 0      | 0           | 0          |
| M. Cavar       | 0+2      | 0       | 0           | 0          | 0            | 0            | 0            | 0            | 2        | 0      | 0           | 0          |
| B. Cesar       | 21       | 0       | 11          | 0          | -            | -            | -            | -            | 21       | 0      | 11          | 0          |
| D. Ceter       | 23+3     | 2       | 0+1         | 0          | 0            | 0            | 0            | 0            | 26       | 2      | 1           | 0          |
| M. Cotali      | 9        | 0       | 1           | 0          | 0            | 0            | 0            | 0            | 9        | 0      | 1           | 0          |
| L. Dickmann    | 32+3     | 2+0     | 8+1         | 0          | -            | -            | -            | -            | 35       | 2      | 9           | 0          |
| G. Di Noia     | 15+1     | 2+0     | 4+0         | 0          | -            | -            | -            | -            | 16       | 2      | 4           | 0          |
| F. Đorđević    | 30+3     | 9+1     | 4+0         | 0          | 1            | 0            | 0            | 0            | 34       | 10     | 4           | 0          |
| S. Esposito    | 36+3     | 1+0     | 6+0         | 0          | 2            | 0            | 1            | 0            | 41       | 1      | 7           | 0          |
| N. Frey        | 10       | 0       | 4           | 0          | -            | -            | -            | -            | 10       | 0      | 4           | 0          |
| L. Garritano   | 31+3     | 3+1     | 10+0        | 0          | 1            | 0            | 0            | 0            | 35       | 4      | 10          | 0          |
| E. Giaccherini | 23       | 5       | 1           | 0          | 1            | 0            | 0            | 0            | 24       | 5      | 1           | 0          |
| S. Grubac      | 8+1      | 0       | 0           | 0          | 0            | 0            | 0            | 0            | 9        | 0      | 0           | 0          |
| D. Ivan        | -        | -       | -           | -          | 1            | 0            | 0            | 0            | 1        | 0      | 0           | 0          |
| I. Karamoko    | 4+1      | 0       | 1+0         | 0          | 1            | 0            | 1            | 0            | 6        | 0      | 2           | 0          |
| M. Leverbe     | 26+3     | 0+1     | 7+0         | 0          | 2            | 0            | 0            | 0            | 31       | 1      | 7           | 0          |
| R. Meggiorini  | 26       | 8       | 6           | 0          | 2            | 1            | 0            | 0            | 28       | 9      | 6           | 0          |
| J. Morsay      | 5+2      | 0       | 0           | 0          | 0            | 0            | 0            | 0            | 7        | 0      | 0           | 0          |
| M. Nardi       | 3        | -3      | 0           | 0          | -            | -            | -            | -            | 3        | -3     | 0           | 0          |
| J. Obi         | 26+3     | 1+0     | 9+1         | 0          | 0            | 0            | 0            | 0            | 29       | 1      | 10          | 0          |
| H. Ongenda     | 2+1      | 0       | 0           | 0          | 0            | 0            | 0            | 0            | 3        | 0      | 0           | 0          |
| D. Pavlev      | 0        | 0       | 0           | 0          | 0            | 0            | 0            | 0            | 0        | 0      | 0           | 0          |
| N. Pina        | 4        | 0       | 1           | 1          | 1            | 0            | 1            | 0            | 5        | 0      | 2           | 1          |
| M. Pucciarelli | 8        | 2       | 0           | 1          | 2            | 1            | 0            | 0            | 10       | 3      | 0           | 1          |
| F. Renzetti    | 17+3     | 0       | 0           | 0          | 0            | 0            | 0            | 0            | 20       | 0      | 0           | 0          |
| M. Rigione     | 17+3     | 3+0     | 2+1         | 0          | 2            | 0            | 0            | 0            | 22       | 3      | 3           | 0          |
| A. Rodríguez   | 15       | 1       | 2           | 0          | 2            | 0            | 0            | 0            | 17       | 1      | 2           | 0          |
| P. Rovaglia    | 3        | 0       | 0           | 0          | 0            | 0            | 0            | 0            | 3        | 0      | 0           | 0          |
| A. Schäfer     | -        | -       | -           | -          | -            | -            | -            | -            | -        | -      | -           | -          |
| A. Seculin     | 0        | 0       | 0           | 0          | 0            | 0            | 0            | 0            | 0        | 0      | 0           | 0          |
| J. Segre       | 37+3     | 3+1     | 5+1         | 0          | -            | -            | -            | -            | 40       | 4      | 6           | 0          |
| A. Šemper      | 35+3     | -35+-4  | 1+0         | 0          | 2            | -3           | 0            | 0            | 40       | -42    | 1           | 0          |
| M. Stępiński   | 1        | 0       | 0           | 0          | 2            | 0            | 0            | 0            | 3        | 0      | 0           | 0          |
| S. Väisänen    | 16       | 1       | 6           | 0          | 0            | 0            | 0            | 0            | 16       | 1      | 6           | 0          |
| E. Vignato     | 32+3     | 5+0     | 4+0         | 0          | 2            | 0            | 0            | 0            | 37       | 5      | 4           | 0          |
| E. Zuelli      | 7+2      | 0       | 2+0         | 0          | 0            | 0            | 0            | 0            | 9        | 0      | 2           | 0          |